# Kārlis Sātiņš
Kārlis Sātiņš (1913 – 2005) è stato un cestista lettone.

## Carriera
Con la Lettonia ha disputato i Campionati europei del 1939, vincendo la medaglia d'argento.